# 中音声部
中音声部、中声部或中音部是指在多声部音乐中音高在中间位置的声部。
在三部音乐中，三个声部分别是高音声部、中音声部、低音声部，中声部是第二高的声部。
在四部音乐中，四个声部分别是高音声部、中音声部、次中音声部、低音声部，中声部也是第二高的声部。
中音声部属于内声部，因为它既不是最高的声部，也不是最低的声部。在三部音乐中，中音声部是唯一的内声部；在四部音乐中，中音声部和次中音声部都是内声部。与内声部这一概念相对应的是外声部。
在四部和声中，中音声部被称作alto，这个词在声乐语境下的意思是女低音声部，这是因为在传统四部合唱（女高、女低、男高、男低）中，第二高的声部是女低音声部，因此这个词被沿用下来。